# Värska kirik
Värska kirik är en kyrka i Värska i Estland. Nära den nuvarande kyrkan byggdes en liten träkyrka på 1500-talet. Den nuvarande rödtegelskyrkan byggdes 1904. Bredvid den finns en minnestavla till gamla Värska kyrka, som byggdes 1747.
I kyrkans gravgård har bland andra Anne Vabarna, Akulina Pihla, Veera Pähnapuu, Jekateriina Lummo, Paul Lehestik och Paul Haavaoks begravts.